# Nancy Carroll
Nancy Carroll, eg. Ann Veronica LaHiff, född 19 november 1903 i New York, död 6 augusti 1965, var en amerikansk skådespelerska.

## Biografi

### Uppväxt
Carroll döptes till Ann Veronica Lahiff i New York, och var av Irländsk härkomst. Hon och hennes syster framförde en gång ett dansnummer i en lokal talangtävling, vilket förde in henne på scenyrket och därefter till skärmen.

### Karriär
Carroll började sin skådespelarkarriär på Broadways musikaler. Hon blev en framgångsrik skådespelerska i "talfilmer", eftersom hennes musikaliska bakgrund gjorde det möjligt för henne att medverka i musikalfilmer på 1930-talet. Hennes filmdebut var i Ladies Must Dress (1927).
År 1928 gjorde hon åtta filmer. En av dem, Easy Come, Easy Go där hon spelade mot Richard Dix, gjorde henne till en filmstjärna. År 1929 medverkade hon i The Wolf of Wall Street tillsammans med George Bancroft och Olga Baclanova. Hon nominerades till en Oscar för bästa kvinnliga huvudroll 1930 för The Devil's Holiday. Bland hennes andra filmer Laughter  (1930), Paramount on Parade (1930), Hot Saturday (1932) med Cary Grant och Randolph Scott, The Kiss Before the Mirror (1933) regisserad av James Whale, och Broken Lullaby, även känd som The Man I Killed (1932) regisserad av Ernst Lubitsch.
Eftersom hon hade kontrakt med Paramount Pictures, drog Carroll ofta till sig rollerna som erbjudes till henne och fick därmed ett rykte som en vänlig och samarbetsvillig skådespelerska. Trots hennes förmåga att framgångsrikt ta itu med lätta komedier, tårfyllda melodraman, och även musikaler, och blev kritikerrosad av både kritiker och allmänheten, (hon fick mest beundrarbrev än någon annan stjärna i början av 1930-talet), släpptes hon av studion. I mitten av 1930-talet fick hon ett fyrafilmskontrakt med Columbia Pictures, och gjorde fyra obetydliga filmer och var därmed inte längre en A-skådis.

### Senare år
Carroll slutade göra filmer 1938, och återvände till scenen, och medverkade i den tidiga TV-serien The Aldrich Family 1950. Under det följande året gästspelade hon i TV-versionen av The Egg and I, där även hennes dotter, Patricia Kirkland, medverkade.

### Död
Den 6 augusti 1965 hittades Carroll död efter att inte dykt upp till teatern för en pjäs. Orsaken till hennes död var ett artärbråck. Hon blev 61 år gammal.
För hennes bidrag till filmindustrin har Nancy Carroll en stjärna på Hollywood Walk of Fame vid 1719 Vine Street.

## Filmografi
| Filmer     | Filmer                                 | Filmer                          | Filmer                                                            |
| År         | Titel                                  | Roll                            | Notering                                                          |
| ---------- | -------------------------------------- | ------------------------------- | ----------------------------------------------------------------- |
| 1927       | Ladies Must Dress                      | Mazie                           |                                                                   |
| 1928       | Abie's Irish Rose                      | Rosemary Murphy                 |                                                                   |
| 1928       | Easy Come, Easy Go                     | Barbara Quayle                  |                                                                   |
| 1928       | Chicken a La King                      | Maisie Devoe                    |                                                                   |
| 1928       | The Water Hole                         | Judith Endicott                 |                                                                   |
| 1928       | Manhattan Cocktail                     | Babs Clark                      | Förlorad film förutom ett segment på en minut av Slavko Vorkapich |
| 1928       | The Shopworn Angel                     | Daisy Heath                     |                                                                   |
| 1929       | The Wolf of Wall Street                | Gert                            |                                                                   |
| 1929       | Sin Sister                             | Pearl                           |                                                                   |
| 1929       | Close Harmony                          | Marjorie Merwin                 |                                                                   |
| 1929       | The Dance of Life                      | Bonny Lee King                  |                                                                   |
| 1929       | Illusion                               | Claire Jernigan                 |                                                                   |
| 1929       | Sweetie                                | Barbara Pell                    |                                                                   |
| 1930       | Dangerous Paradise                     | Alma                            | Alternativ titel: Two Against Death                               |
| 1930       | Honey                                  | Olivia Dangerfield              |                                                                   |
| 1930       | The Devil's Holiday                    | Hallie Hobart                   | Nominerad – Oscar för bästa kvinnliga huvudroll                   |
| 1930       | Laughter                               | Peggy Gibson                    |                                                                   |
| 1930       | Paramount on Parade                    | Sig själv                       | Cameo                                                             |
| 1930       | Follow Thru                            | Lora Moore                      |                                                                   |
| 1931       | Stolen Heaven                          | Mary                            |                                                                   |
| 1931       | The Night Angel                        | Yula Martini                    |                                                                   |
| 1931       | Personal Maid                          | Nora Ryan                       |                                                                   |
| 1932       | Broken Lullaby                         | Fraulein Elsa                   | Alternativ titel: The Man I Killed                                |
| 1932       | Wayward                                | Daisy Frost                     |                                                                   |
| 1932       | Hot Saturday                           | Ruth Brock                      |                                                                   |
| 1932       | Bruden från Volga                      | Tanyusha Krasnoff               |                                                                   |
| 1932       | Under-Cover Man                        | Lora Madigan                    |                                                                   |
| 1933       | Child of Manhattan                     | Madeleine McGonegle             |                                                                   |
| 1933       | The Woman Accused                      | Glenda O'Brien                  |                                                                   |
| 1933       | The Kiss Before the Mirror             | Maria Held                      |                                                                   |
| 1933       | I Love That Man                        | Grace Clark                     |                                                                   |
| 1934       | Springtime for Henry                   | Julia Jelliwell                 |                                                                   |
| 1934       | Transatlantic Merry-Go-Round           | Sally Marsh                     | Alternativ titel: Keep 'Em Laughing                               |
| 1934       | Jealousy                               | Josephine "Jo" Douglas O'Roarke |                                                                   |
| 1935       | I'll Love You Always                   | Nora Clegg                      |                                                                   |
| 1935       | After the Dance                        | Anne Taylor                     |                                                                   |
| 1935       | Atlantic Adventure                     | Helen Murdock                   |                                                                   |
| 1938       | That Certain Age                       | Grace Bristow                   |                                                                   |
| 1938       | There Goes My Heart                    | Dorothy Moore                   |                                                                   |
| Television |                                        |                                 |                                                                   |
| År         | Titel                                  | Roll                            | Notering                                                          |
| 1950–1951  | The Aldrich Family                     | Alice Aldrich #2                | Okänt antal avsnitt                                               |
| 1951       | Faith Baldwin Romance Theatre          |                                 | 1 avsnitt                                                         |
| 1951       | The Egg and I                          | Bettys mor                      | Okänt antal avsnitt                                               |
| 1959       | The Further Adventures of Ellery Queen | Fanny Wilson                    | 1 avsnitt                                                         |
| 1961       | Naked City                             | Bernice Hacker                  | 1 avsnitt                                                         |
| 1962       | The United States Steel Hour           |                                 | 2 avsnitt                                                         |
| 1963       | Rockabye the Infantry                  | Hortense Tyler                  | TV-film                                                           |
| 1963       | Going My Way                           | Nora Callahan                   | Avsnitt: "Cornelius Come Home"                                    |